# Siddharta

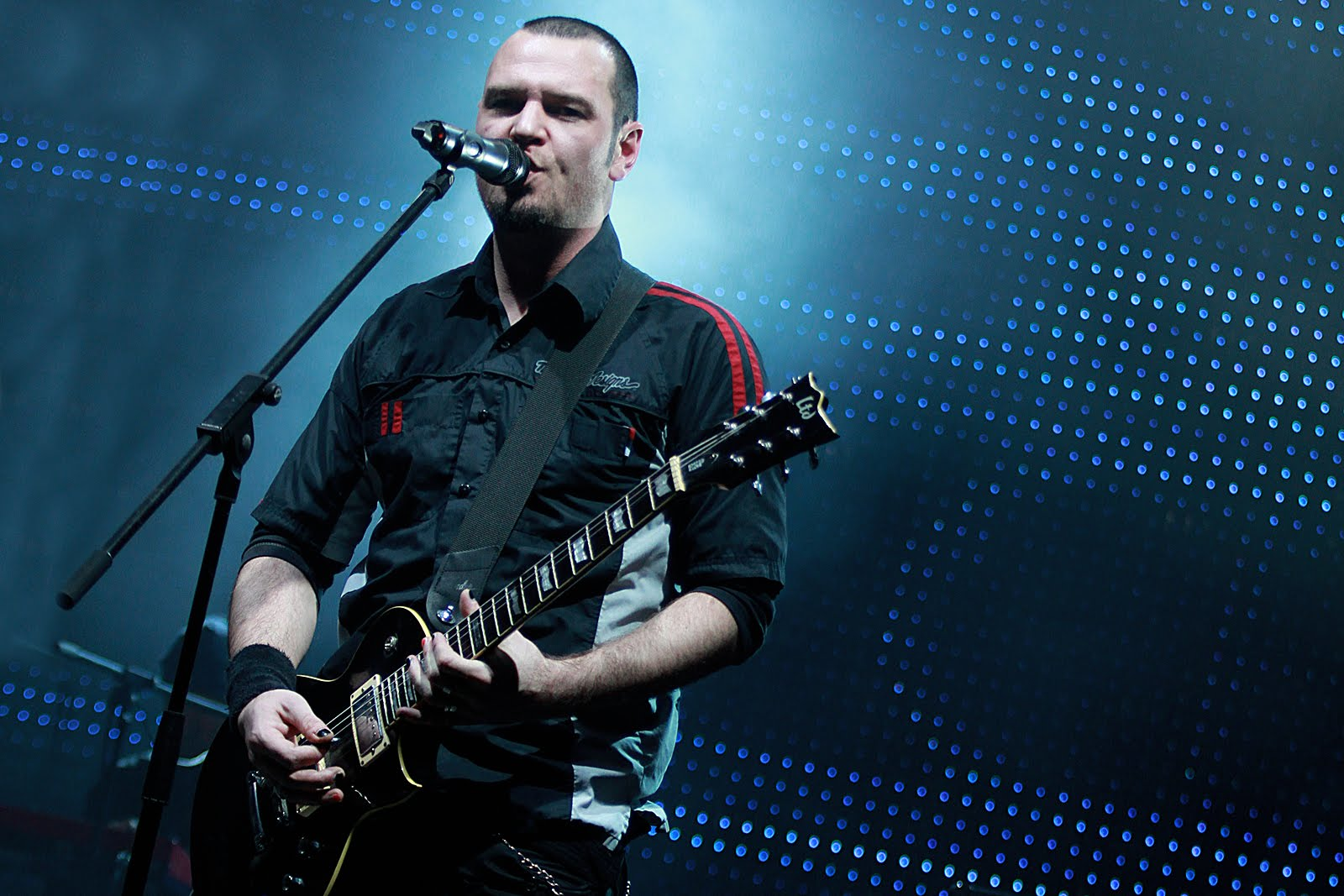
Tomi Meglič, 2011

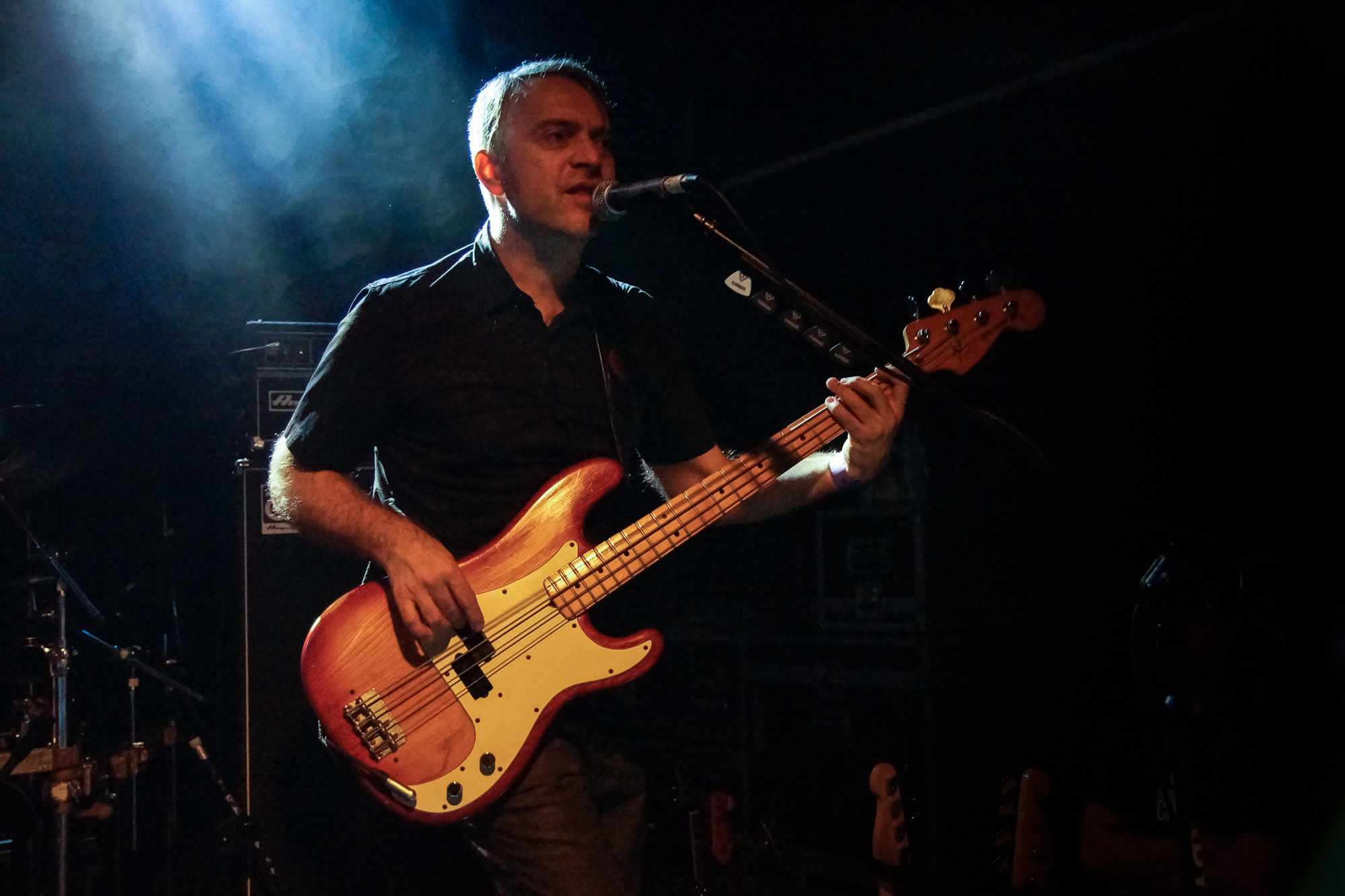
Jani Hace, basista zespołu Siddharta, Progresja, Warszawa 2014.

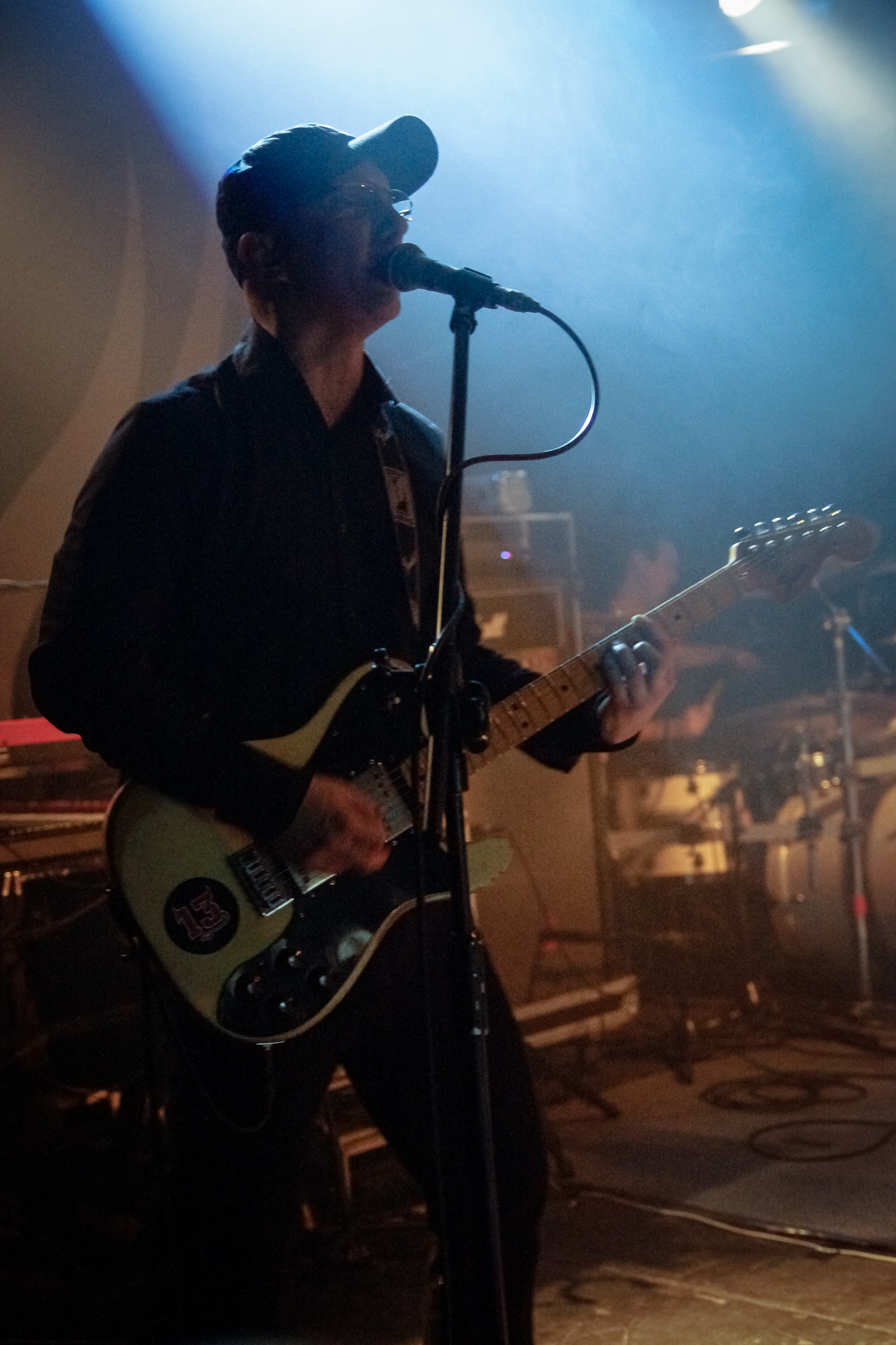
Primož Benko, gitarzysta zespołu Siddharta, Progresja, Warszawa 2014.

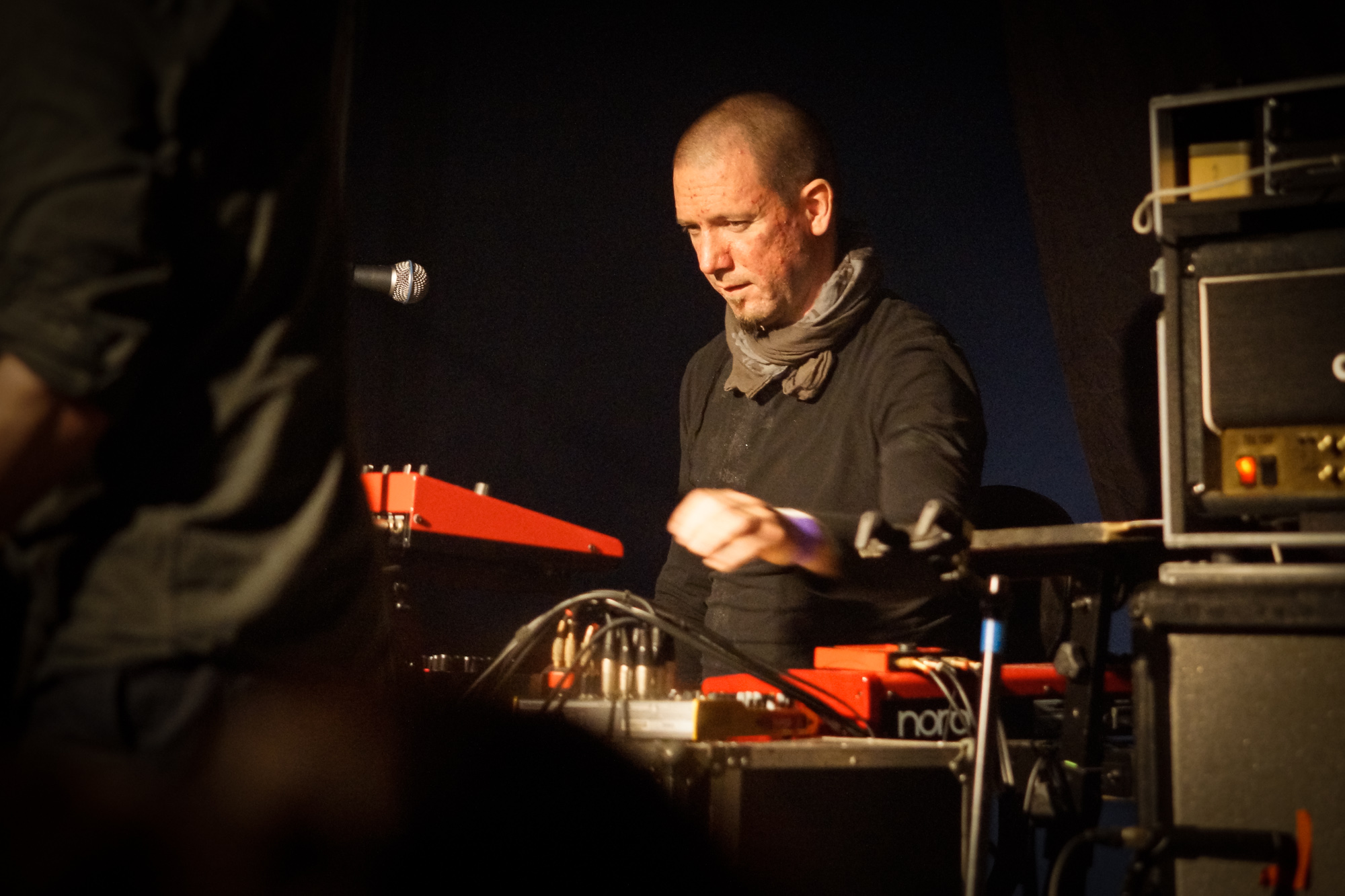
Tomaž Okroglič-Rous, klawiszowiec zespołu Siddharta, Progresja, Warszawa 2014.

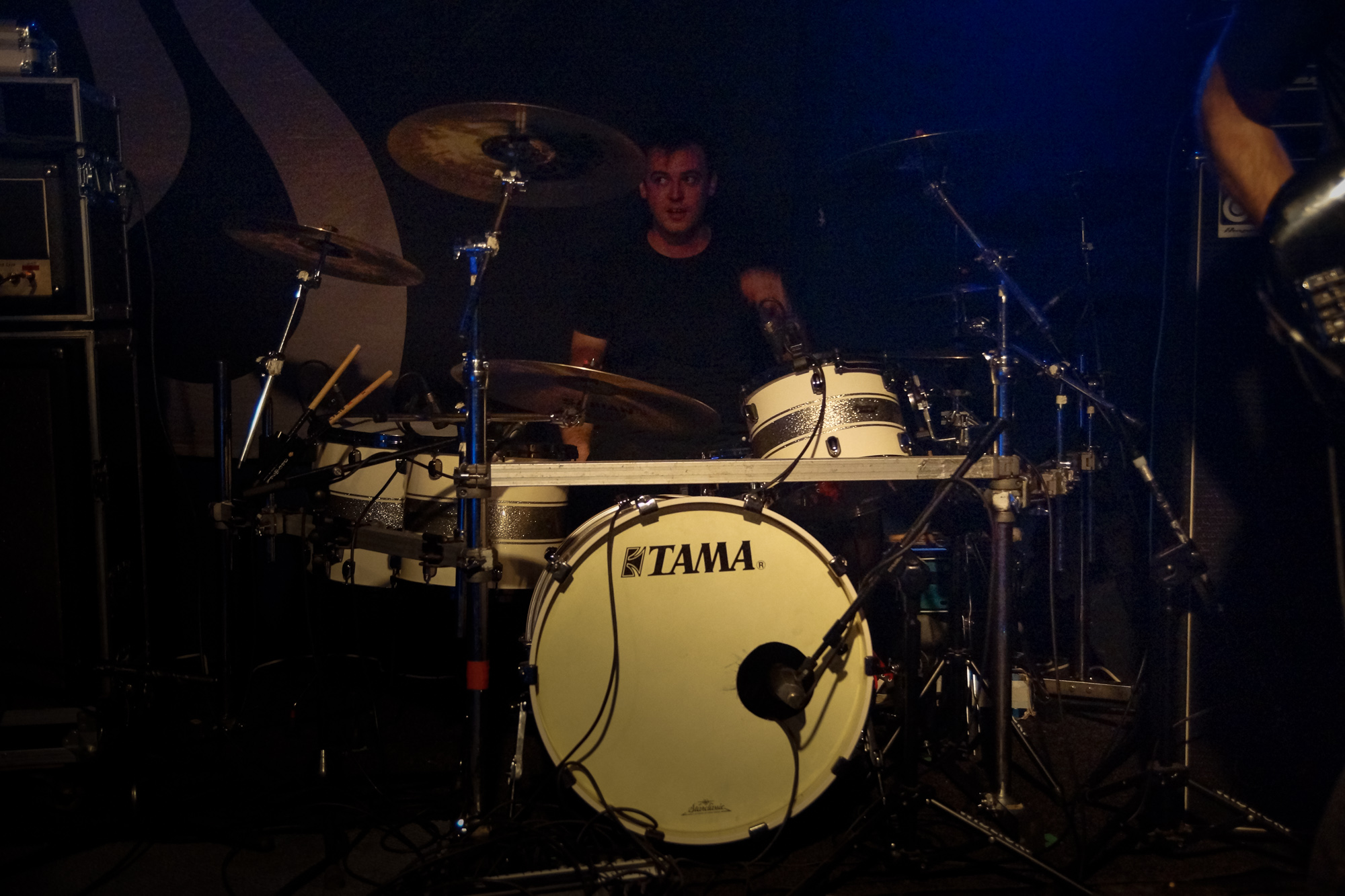
Boštjan Meglič, perkusista zespołu Siddharta, Progresja, Warszawa 2014.

Siddharta – słoweński zespół grający rock. Powstał w 1995 r.

## Muzycy

### Obecny skład
- Tomi Meglič - wokal, gitara
- Primož Benko - gitara, chórki
- Jani Hace - gitara basowa
- Boštjan Meglič - perkusja

### Byli członkowie
- Primož Majerič - gitara basowa
- Cene Resnik - saksofon, flet, keyboard – odszedł z zespołu w 2008 roku
- Tomaž Okroglič-Rous - keyboard - odszedł z zespołu w lipcu 2024 roku.

## Historia zespołu
Zespół odziedziczył swoją nazwę po książce Hermanna Hesse pt. Siddhartha. Po raz pierwszy Siddharta grający w czteroosobowym składzie (Tomi Meglič, Primož Benko, Primož M., Boštjan Meglič), jeszcze jako amatorski zespół rockandrollowy, został przedstawiona publiczności 17 marca 1995 roku. Do sali prób Liceum Šentvid, gdzie odbył się ich pierwszy występ, przybyło 40 osób, które już na wstępie poczuły energię, jaka w przyszłości będzie towarzyszyła scenicznym popisom Siddharty.
Wkrótce zespół wypracował swoje własne brzmienie i wzbogacił je o saksofon, wtedy dołączył do nich Cene Resnik. Pod koniec 1996 roku ich 14 piosenek nagranych w wersji demo można było usłyszeć w lublańskim klubie K4. W 1997 r. Siddharta, obok wielu innych obiecujących zespołów, wzięła udział projekcie "Tivolski Pomp", uwieńczonym wydaniem składanki, na której znalazł się jej utwór "Lunanai". Wystąpiła także w telewizji, w "Pomp Show", emitowanym na antenie słoweńskiej telewizji publicznej. Wkrótce potem, w 1999 r. został wydany pierwszy debiutancki album ID. Przy nagraniach Siddhartę wspierał muzyk studyjny Tomaž Okroglič Rous, który później na stałe dołączył do zespołu. 4 lipca 2024 r. zespół za pośrednictwem swoich mediów społecznościowych poinformował o zakończeniu współpracy z Tomažem Okroglič-Rous. Jednocześnie muzycy poinformowali o kontynuacji swojej działalności. 

## Dyskografia

### Albumy
- "ID" (1999)
- "Nord”(2001)
- "Silikon Delta (album, remiksy z płyt ID i Nord)" (2002)
- "Rh-" (2003)
- "Rh- blood bag edition" (2003)
- "Siddharta & Symphony Orchestra RTV Slovenija – Stadion DVD " (2004)
- "Rh- wydanie międzynarodowe" (2005)
- "Rh- Limited edition, wydanie międzynarodowe" (2005)
- "Petrolea" (2006)
- "Izštekani CD+DVD" (2007)
- "Maraton" (2007)
- "Saga" (2009)
- "Saga, wydanie międzynarodowe"(2010)
- "VI" (2011)
- "Infra" (2015)
- "Ultra" (2015)

### EP
- "Lunanai"(2000)
- "Rave (wydanie międzynarodowe)" (2005)
- "My Dice (wydanie międzynarodowe)" (2005)
- "Male Roke" (2007)
- "Vojna Idej" (2008)
- "Napalm 3" (2009)
- "Baroko" (2009)
- "Angel Diabolo"(2009)